# Elisa Cegani
Elisa Cegani (* 10. Juni 1911 in Turin; † 23. Februar 1996 in Rom) war eine italienische Schauspielerin.

## Leben
Ceganis Eltern Arturo und Maria stammen aus Venedig; sie selbst hielt sich, um die Sprachen zu lernen, längere Zeit in Frankreich, Großbritannien und Österreich auf. In ihrer Heimatstadt wurde sie 1935 dem Autor Ernesto Quadrone vorgestellt, dessen Roman Mudundu von Carl Theodor Dreyer verfilmt werden sollte. Er schlug sie als Darstellerin vor, und Cegani erhielt einen Vertrag. Als Dreyer sich vom Projekt zurückzog, tat sie es ihm gleich. Als Elisa Sandri debütierte sie in Aldebaran dennoch im nämlichen Jahr, nachdem Alessandro Blasetti bei einem ihrer Rom-Aufenthalte auf sie aufmerksam geworden war und in dessen Filmen sie – bald mit ihm verheiratet – fast immer zu sehen war; es folgten auch bis zu Kriegsende 1945 nicht viele, aber meist gut gewählte Rollen in Werken von Mario Camerini, Goffredo Alessandrini, Amleto Palermi und anderen, sodass sie als eine der Diven der Telefoni-Bianchi-Filme gilt. Kurz danach porträtierte die ernste, intelligente, sensible, nüchterne Schauspielerin die Mimin Eleonora Duse im gleichnamigen Biografiefilm. Bis zu ihrem Rückzug 1982 gelang es Cegani, meist glücklicher Hand ihre Filmauswahl zu treffen; in zahlreichen Nebenrollen stellte sie ihre Wandlungsfähigkeit unter Beweis.
Ihre Theaterkarriere verlief dagegen kurz: 1945 spielte Cegani am „Teatro delle Arti“ der italienischen Hauptstadt in Die Zeit und die Conways und Ma non è una cosa seria (in dessen Verfilmung 1937 sie schon gespielt hatte), beide genauso unter Blasettis Regie wie 1947 Der versteinerte Wald. Für das Fernsehen trat sie ab 1958 ebenso gelegentlich auf, in Theaterverfilmungen wie in Originalstoffen; besonders hervorzuheben sind einige Arbeiten von Silverio Blasi, von ihrem Ehemann Blasetti sowie der Miniserie Luisa Sanfelice (1966).
Cegani wurde 1954 mit einem Silbernen Band als beste Nebendarstellerin für ihre Rolle in Tempi nostri ausgezeichnet.

## Filmografie (Auswahl)
- 1935: Aldebaran
- 1937: Der Mann, der nicht nein sagen kann (Ma non è una cosa seria)
- 1937: Komtess von Parma (Contessa di Parma)
- 1938: Stürme über Morreale (Ettore Fieramosca)
- 1943: Knock-out (Harlem)
- 1947: Eleonora Duse
- 1949: Fabiola
- 1950: Rendezvous in Paris (Le Château de verre)
- 1952: Andere Zeiten (Altri tempi)
- 1954: Casa Ricordi
- 1954: Das ewige Lied der Liebe (I due amori)
- 1954: Tempi nostri (Tempi nostri)
- 1955: Wie herrlich, eine Frau zu sein (La fortuna di essere donna)
- 1956: Die Frau des Tages (La donna del giorno)
- 1958: Liebe und Geschwätz (Amore e guai)
- 1961: Das Jüngste Gericht findet nicht statt (Il giudizio universale)
- 1961: Konstantin der Große (Costantino il grande)
- 1962: Ein sonderbarer Heiliger (The Reluctant Saint)
- 1963: Liolà
- 1963: Perseus – der Unbesiegbare (Perseo l'invincibile)
- 1968: Zucker für den Mörder (Un killer per sua Maestà)
- 1976: Jenseits von Gut und Böse (Al di là del bene e del male)
- 1982: Domani si balla!